# Julian Suski
Julian Suski (ur. 20 lipca 1894 w Żeraniu (obecnie dzielnica Warszawy), zm. 21 marca 1978 w Calgary) – polski urzędnik rządowy II RP, działacz samorządowy i polonijny.

## Wczesne lata
Urodził się w rodzinie szlachecko-ziemiańskiej wywodzącej się ze strony ojca Wiktora Chebdy-Suskiego herbu Pomian z Wielkopolski oraz matki Julii z domu Zielińskiej herbu Ciołek z Turowic na grójecczyźnie.
Dzieciństwo głównie spędził u swoich dziadków ze strony matki, na dworze w Turowicach, gdzie zdobył podstawowe wykształcenie. Dominował tam silny nurt walki niepodległościowej oparty na wspomnieniach z powstania 1863. Okres gimnazjalny to przede wszystkim nauka w prywatnych szkołach warszawskich.
Lata młodzieńcze zaszczepiły w nim wielką miłość do wycieczek krajoznawczych; zwiedził Puszczę Kampinoską i okolice Mazowsza, czego owocem było przystąpienie w 1909 do Polskiego Towarzystwa Krajoznawczego. Jeszcze przed studiami odbył pierwszą samodzielną podróż po Europie zachodniej.
W 1911 podjął studia na Wydziale budowy maszyn Politechniki Lwowskiej. Wstąpił do lwowskiej organizacji niepodległościowo-narodowej „Zarzewie”. Czynnie też uczestniczył w ćwiczeniach patriotycznych Drużyn Strzeleckich.
Wybuch I wojny światowej spowodował przerwanie studiów. Po powołaniu do armii carskiej otrzymał przydział do oddziału pomocniczego i trafił na tereny obecnej zachodniej oraz centralnej Ukrainy, głównie w okolice Kijowa. W 1917 stał się świadkiem rozpadu armii rosyjskiej na skutek rewolucji bolszewickiej. Wówczas wstąpił do Polskiej Organizacji Wojskowej (Korpus III) i został delegatem do Polskiego Związku Wojskowego.

## Praca w służbie publicznej
Po powrocie do Warszawy w 1918 podjął pracę w Ministerstwie Spraw Wewnętrznych, gdzie głównym jego zadaniem było tworzenie od podstaw struktur Policji państwowej rodzącego się państwa polskiego. Urlopowany na okres studiów, po powrocie do MSW prowadził prace nad nowym podziałem terytorialnym i administracyjnym państwa. Wydał w tym czasie swoje pierwsze publikacje na temat administracji samorządu terytorialnego oraz wielokrotnie wznawiane, tzw. Wykresy, obrazujące zadania i kompetencje samorządów.
W 1920 zapisał się na studia na kierunek prawniczy na Uniwersytecie Warszawskim, które ukończył egzaminami w Poznaniu na przełomie 1923/24 uzyskując dyplom z prawa i ekonomii.
Przez okres studiów, wojska i pracy w MSW spotykał się z wieloma działaczami i czołowymi politykami różnych partii, takimi jak Józef Beck, z którym przyjaźnił się w czasie studiów na politechnice, czy legioniści Piłsudskiego poznani w MSW: Władysław Henszel, Ignacy Boerner, Tadeusz Jaroszewicz, Bronisław Pieracki, także Władysław Sikorski, z którym współpracował w departamencie ochrony granic. I choć sam określał się mianem „piłsudczyka”, jednak bardziej z powodu swojego członkostwa w POW i idei niepodległościowo-narodowych, niż późniejszych działań „obozu piłsudczykowskiego”, których wielu, jak później wyznał, nie akceptował. Nigdy nie wstąpił do żadnej partii.
W maju 1929 został oddelegowany na urząd starosty gnieźnieńskiego. Tutaj, na prowincji, bezpośrednio doświadczył problemów lokalnego samorządu i wpływ polityki na swoje działania. Jako starosta gnieźnieński i przedstawiciel rządu w terenie licznymi kontaktami z kapitułą prymasowską w Gnieźnie i osobistymi kontaktami z Prymasem Hlondem oraz biskupem pomocniczym Laubitzem unormował, niezwykle wówczas nadwątlone, stosunki państwa z Kościołem.
W 1930 odznaczony Złotym Krzyżem Zasługi „za zasługi przy organizowaniu działu Ministerstwa Spraw Wewnętrznych na Powszechnej Wystawie Krajowej w Poznaniu”.
Przez kilka miesięcy w 1934 r. sprawował również urząd komisarycznego prezydenta Gniezna.
W 1936 został przeniesiony na stanowisko starosty bydgoskiego. Był to wówczas największy powiat w Polsce, a dodatkową trudność stanowiła liczna mniejszość niemiecka, w której szeregach było wielu sympatyków hitleryzmu, co dało swój wyraz we wrześniu 1939, w chwili wybuchu II wojny światowej, kiedy próba obrony miasta i powiatu napotykała na liczne akty dywersji. Ostatecznie 3 września 1939 po zabezpieczeniu akt starostwa za radą dowództwa garnizonu bydgoskiego, opuścił miasto, udając się w kierunku na Warszawę.

## Życie prywatne
Żonaty z Heleną z. d. Grobicką, pochodzącą z siedleckiego, poślubioną w 1919. Mieli dwie córki: Julię i Marię Magdalenę. Suski był aktywnym uczestnikiem wycieczek krajoznawczych, zwłaszcza spływów kajakarskich po polskich rzekach i jeziorach, a nawet Bałtyku. Został prezesem Polskiego Związku Kajakowego oraz współtworzył Towarzystwo Turystyki Wodnej. W czasie pobytu w Gnieźnie i Bydgoszczy planował napisanie cyklu przewodników turystycznych. Pod autorskim pseudonimem Pomian wydał jednak tylko jeden numer przewodnika
– na kolejne nie pozwolił już wybuch wojny.

## Okupacja i emigracja
Przez pierwsze dwa miesiące okupacji niemieckiej pod zmienionym nazwiskiem przebywał w Warszawie, jednak świadom, że jest poszukiwany przez Niemców w listopadzie 1939 wraz ze starszą córką podjął udaną próbę przedostania się na zachód Europy. We Francji wstąpił do polskiego wojska, a po jej kapitulacji trafił do Wielkiej Brytanii. Urlopowany ze służby wojskowej w 1943, jako pracownik biura ministra Pracy i Opieki Społecznej emigracyjnego rządu polskiego w Londynie oddelegowany został do placówki polskiej w Kairze, gdzie służył pomocą polskim uchodźcom w całej Afryce i na Bliskim Wschodzie.
Wkrótce zerwał współpracę z rządem londyńskim. Został prezesem Związku Polaków w Egipcie i objął stanowisko przedstawiciela angielskiej firmy eksportowej w Kairze. Po zakończeniu działań wojennych w Europie przeniósł się do Nicei i Paryża, gdzie pracował jako kierownik badań z zakresu historii administracji francuskiej.
W 1951 definitywnie opuścił Europę i osiedlił się w kanadyjskim Calgary, gdzie po wielu latach rozłąki, spotkał się z żoną i córkami. Podejmował początkowo bardzo różne prace, by w 1954 zostać urzędnikiem zarządu miasta Edmonton, stolicy prowincji Alberta. Specjalizował się w zarządzaniu miastami. Przyjęty został do kilku rządowych kanadyjskich organizacji samorządowych. Publikował szereg artykułów prasowych oraz książek o organizacji służb miejskich. W Edmonton pracował do chwili przejścia na emeryturę w 1962, a jako konsultant miasta jeszcze do 1966.
Pochowany u podnóża Gór Skalistych na cmentarzu w miasteczku Canmore niedaleko Calgary.